# Massacre de Tuzla
Ne doit pas être confondu avec Massacre de Tulsa.

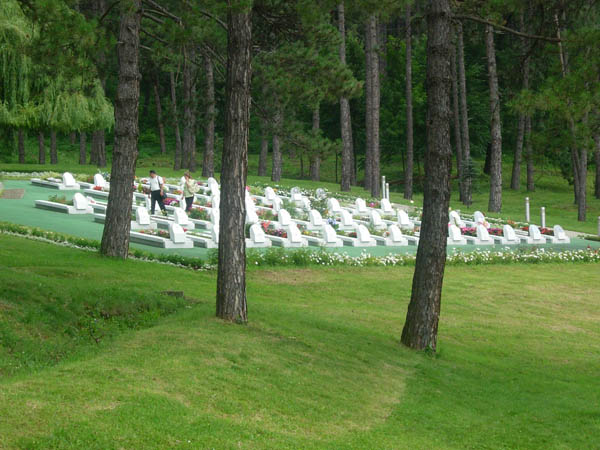
Mémorial « Slana banja » en 2005.

Le massacre de Tuzla est un bombardement opéré, le 25 mai 1995 sur la ville du même nom, par l'Armée de la république serbe de Bosnie durant la guerre de Bosnie-Herzégovine. Au cours de l'attaque, soixante-et-onze civils sont tués et près de deux cents autres sont blessées, essentiellement des adolescents et jeunes adultes.  
Des poursuites ont été engagées dans les années 2000 et ont débouché sur une condamnation pour crime de guerre. 

## Déroulement
Au soir du 25 mai 1995, date de la « fête de la jeunesse » instaurée par Tito, l'armée serbe bombarde le centre de Tuzla en visant notamment des terrasses de cafés. Les tirs proviennent d'un canon 130 mm situé sur le mont Ozren.  Ils constituent « des représailles à la double frappe aérienne effectuée quelques heures auparavant par des avions de l'Otan sur un dépôt de munitions près de Pale, […] « capitale » des Serbes de Bosnie […] » en raison de l'absence de réponse à l'ultimatum lancé la veille par la FORPRONU « exigeant un cessez-le-feu immédiat autour de la capitale bosniaque ainsi que la restitution d'armes lourdes ou leur évacuation au-delà d'un rayon de 20 kilomètres, comme le prévoit la « zone d'exclusion » instaurée en février 1994 ».  
Les Nations Unies qualifient l'attaque menée par les serbes de « barbarie médiévale ». Soixante-et-onze personnes sont tuées et près de deux cents sont blessées,,. Les victimes sont des civils, âgées pour la plupart de dix-huit à vingt-cinq ans. Le lendemain, de nouvelles frappes ont lieu sur la ville. 

## Poursuites judiciaires
En novembre 2007, Novak Đukić, un officier serbe bosniaque de la VRS au moment des faits, est arrêté à Banja Luka puis livré à la justice bosnienne. Son procès débute en mars 2008. Le 12 juin 2009, la Cour d’État de Bosnie-Herzégovine (en) le déclare coupable de crime de guerre considérant qu'en sa qualité de commandant militaire, il avait ordonné à ses troupes de procéder à une attaque indiscriminée sur le quartier de Kapija en violation du droit international. Les juges prononcent une peine de vingt-cinq années d'emprisonnement,,.
En 2010, l'appel est rejeté ; le verdict de première instance est confirmé de facto.
L'exécution de la peine est finalement suspendue en février 2014 après que la Cour constitutionnelle de Bosnie-Herzégovine ait jugé qu'il y avait eu violation de l'article 7, paragraphe 1 de la Convention européenne de sauvegarde des droits de l'homme. En juin 2014, une division d'appel de la Cour d'État opère une réduction du nombre d'années d'emprisonnement en condamnant définitivement Novak Đukić à vingt ans. Avant de commencer à purger sa peine, il s'enfuit en Serbie, état dont il a également la nationalité. Un accord de coopération est passé entre les deux pays afin que la Serbie s'acquitte de l'exécution du verdict. En 2016, Serge Brammertz, alors Procureur du TPIY, juge préoccupant que les autorités serbes n'aient toujours pas entrepris de démarches en ce sens.  
En 2018 puis en 2020, des expertises médicales ordonnées par les juridictions serbes concluent que Novak Đukić ne peut comparaître en raison du risque d'aggravation de son état de santé et du traitement qu'il suit.
En décembre 2023, il est encore libre en Serbie.

## Hommages
Plutôt que d'être séparées par religion, les victimes sont enterrées ensemble dans le complexe commémoratif de Slana Banja. En 2020, un musée commémoratif est ouvert ; l'ONG Balkan Investigative Reporting Network fait don à la municipalité d'archives dont celles portant sur le procès de Novak Đukić.

## Révisionnisme
En mars 2019, dans un entretien avec le tabloïd serbe Večernje Novosti, Novak Đukić soutient qu'« il mérite d'avoir son nom sur le monument de Tuzla » et impute l'attaque à une bombe cachée par « sept terroristes islamiques ». La chaîne Radio Televizija Republike Srpske, qui avait transmis ce texte, est condamnée à une amende de 6 000 euros par l'Agence de régulation des communications de Bosnie-Herzégovine[source secondaire souhaitée].
En novembre 2019, Novak Đukić assiste à un événement organisé par le ministère de la Défense serbe à Belgrade autour du livre The Gate of Tuzla – a Staged Tragedy, écrit révisionniste d'Ilija Branković. La promotion de l'ouvrage est condamnée par Dunja Mijatović, commissaire aux droits de l'homme du Conseil de l'Europe, celle-ci considérant que le livre « falsifie les faits » de 1995,. Sefik Dzaferovic, membre bosniaque de la présidence de Bosnie-Herzégovine et Tanja Fajon, présidente du Comité du Parlement européen pour la stabilisation et l'association de la Serbie à l'Union européenne figurent également parmi les voix qui s'élèvent contre cet écrit.